# گلنا توپیلینا
گلنا توپیلینا (انگلیسی: Gelena Topilina؛ زادهٔ ۱۱ ژانویهٔ ۱۹۹۴) شناگر شنای موزون اهل روسیه است.
وی همچنین برندهٔ جوایزی همچون نشان دوستی شده‌است.
وی در مسابقات کشوری و بین‌المللی در مجموع برندهٔ ۷ مدال طلا شده‌است.